# Черноморець (місто)
Черноморець — місто в Болгарії у Бургаській області. Розміщене на узбережжі Чорного моря, входить до складу громади Созопол. До 1951 року місто мало назву Святий Микола (болг. Свети Никола).
| Прапор Болгарії | Це незавершена стаття про Болгарію. Ви можете допомогти проєкту, виправивши або дописавши її. |